# Raïon de Babayourt
Le raïon de Babayourt (en russe : Бабаюртовский район ; en koumyk: Бабаюрт район ; en avar: Дибиросул мухъ) est une subdivision administrative de la république du Daghestan, dans la fédération de Russie. Son centre administratif est le village de Babayourt.

## Géographie
Le raïon de Babayourt est situé au centre du Daghestan, dans la plaine Koumyke. Il couvre une superficie de 3 420 km2. Le raïon de Babayourt est limité au nord par le raïon de Kizliar, à l'est par la mer Caspienne, au sud par le raïon Koumtorkalinski, le raïon de Kiziliourt et le raïon de Khassaviourt, et à l'ouest par la Tchétchénie.

## Histoire
Le raïon a été créé le 22 novembre 1928 dans les limites des anciens okrougs de Khassaviourt et de Makhatchkala. D'abord canton, il est devenu raïon l'année suivante avec douze soviets de villages : Adil-Yanguiyourt, Assaoul, Babayourt, Bakil-Aoul, Guermentchik-Otar, Kaziyourt, Kazma-Aoul, soviet de Lvov, Luxembourg, Tamaza-Tübé, Khamamatyourt et Khamzayourt.

## Population
Sa population s'élevait à 45 073 habitants en 2010.
En 2002, la population se composait de :
- 47,8 % de Koumyks
- 19, 3 % d'Avars
- 17,2 % de Nogaïs
- 6,7 % de Tchétchènes
- 6,2 % de Darguines
- 0,9 % de Russes
- 0,8 % Laks
- 0,2 % d'Andis

La plupart des habitants sont de religion musulmane.